# Anastasia Mazzone
Anastasia Mazzone (née Anastacia María Mazzone Macias le 25 novembre 1980 à Caracas, Venezuela), est une actrice vénézuélienne de cinéma et de telenovelas.

## Biographie
Anastasia Mazzone passe son enfance auprès de sa mère, Josefina Macías, et de sa sœur jumelle Ana María. Durant son enfance, elles émigrent en France et résident à Bordeaux, puis cinq ans à Paris. Elle mène des études supérieures en vue de la licence en commerce international à l'École Supérieure de Commerce International de Paris (ESCIP) et il ne lui manque qu'un semestre pour obtenir le diplôme en Sciences politiques. À Bordeaux, elle avait déjà fréquenté une petite école de théâtre.
À Paris, elle va au “Course Florent” et effectue un stage à “La Comédie Française”. Elle joue dans des pièces classiques comme : Le Cid de Corneille, Les femmes savantes et Le Bourgeois gentilhomme de Molière, ainsi que Cyrano de Bergerac.
De retour au Venezuela, elle a joué dans la pièce contemporaine La Bella Durmiente y el Príncipe Valiente, pièce produite par Viviana Gibelli et jouée aussi par Zair Montes, Daniela Alvarado, Jonathan Montenegro et Luís Jerónimo Abreu.
Le 22 mai 2010, elle épouse l'homme d'affaires Wilmer Ruperti propriétaire de la chaîne Canal I.
Ils ont une fille, María Josefina, née le 17 novembre 2011.

## Carrière
En 2006, au Venezuela, elle débute à la télévision avec Ciudad Bendita, de Leonardo Padrón, où elle interprète Kimberly.  Puis elle incarne l'épouse du militaire vénézuélien dans le film Zamora ¡Tierra y hombres libres! dirigé par Román Chalbaud aux côtés de Alexander Solórzano, Katiuska Huggins, Eric Ekvall, Anastasia Mazzone, Antonio Machuca, Julio César Mármol, Israel Moreno.
En 2015, elle est dans la série Tómame o Déjame au côté de Eduardo Serrano.
En mai et juin 2015, Anastasia Mazzone enregistre le rôle de Martha dans le film Santiago Apóstol, une production de José Manuel Brandariz où Julián Gil tient la vedette en jouant Santiago.

## Filmographie

### Cinéma
- 2008 : Zamora ¡Tierray hombres libres![3]
- 2017 : Santiago Apóstol : Martha[4]

### Telenovelas
- 2006 : Ciudad Bendita : Kimberly Mercado (protagoniste)
- 2007 : Arroz con leche : Isabela (antagoniste)
- 200--2009 : La vida entera (Venevisión) : Julieta Torres « Kotufa » (protagoniste)
- 2015 : Tómame o Déjame : Jennifer[5]